# Гаррі Поттер і таємна кімната (гра)
Harry Potter and the Chamber of Secrets (укр. «Гаррі Поттер і Таємна кімната») — комп'ютерна гра, заснована на другій книзі про Гаррі Поттера; випущена Electronic Arts разом із Warner Bros. Interactive Entertainment у 2002 році.
Гра має кілька варіантів: версія для ПК розроблена KnowWonder та перенесена на Mac компанією Aspyr Media. KnowWonder також створила спрощену версію портативної приставки Game Boy Color. Версія для PlayStation розроблена фірмою Argonaut Games. Версії для Game Boy Advance, Xbox, GameCube та PlayStation 2 розроблені компанією Eurocom.
Видавцем виступає компанія Electronic Arts спільно з Warner Bros. Interactive Entertainment.